# Di tích ở Ninh Bình

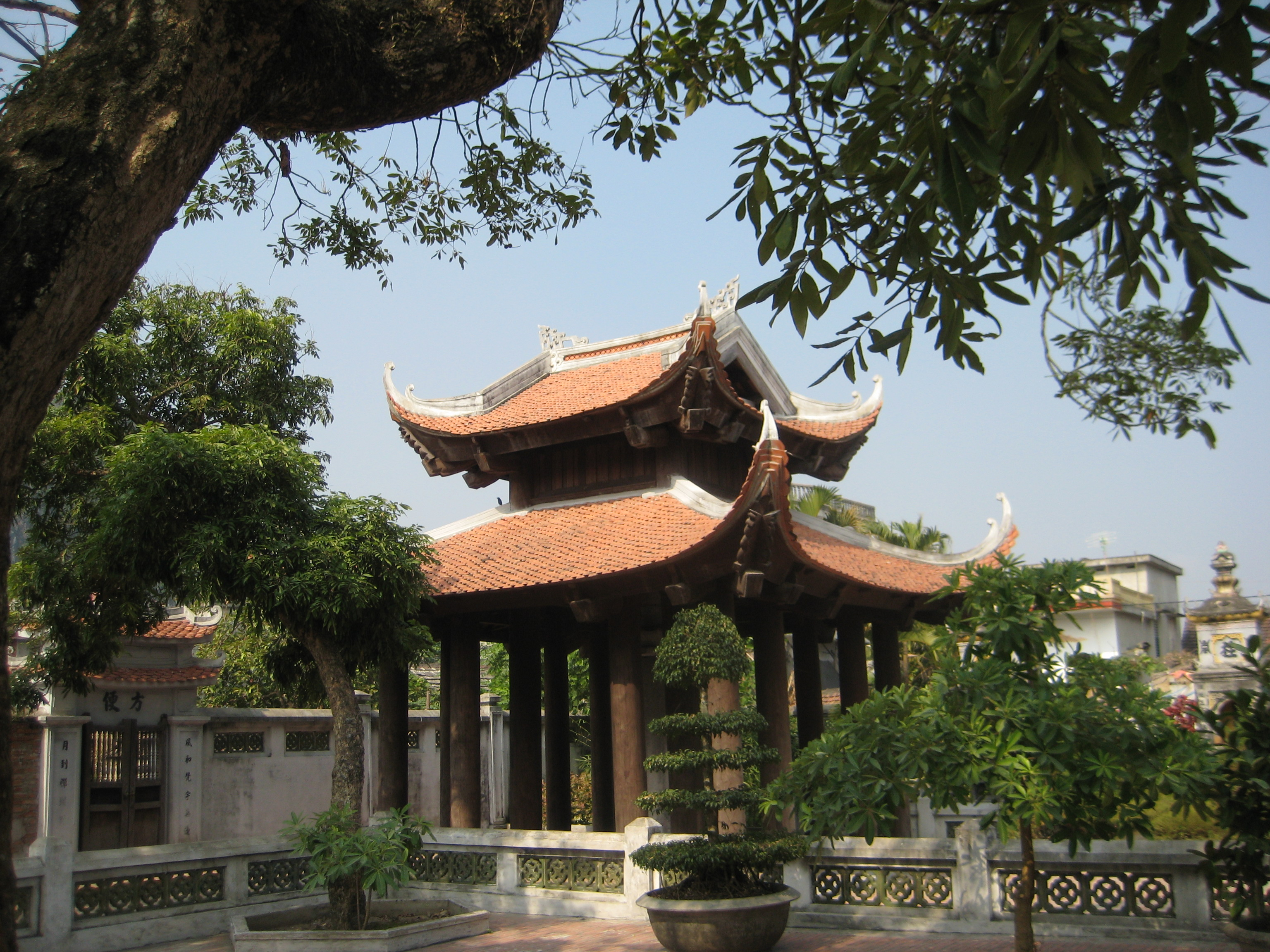
Chùa Nhất Trụ ở Cố đô Hoa Lư

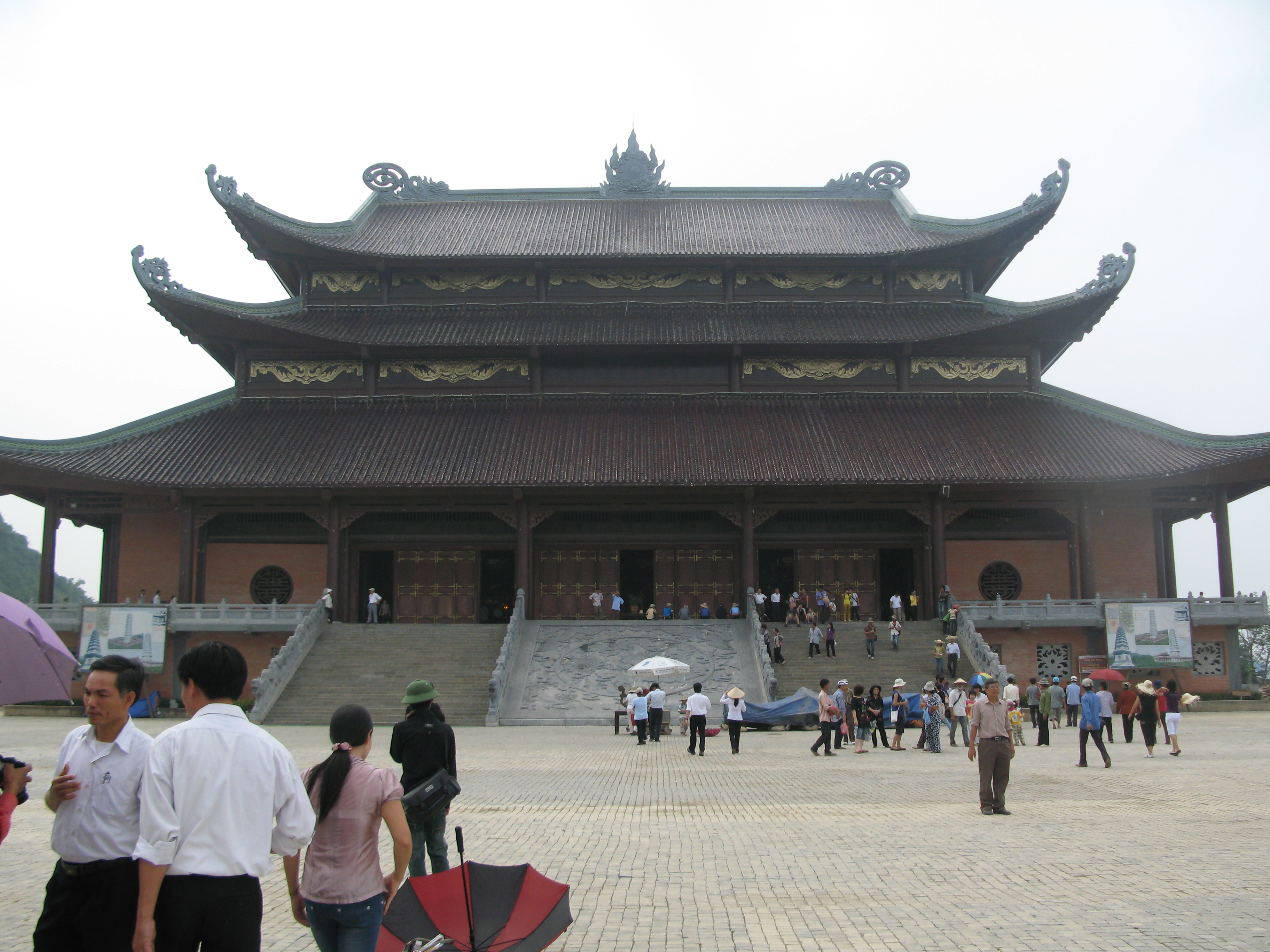
Điện Tam Thế ở Chùa Bái Đính

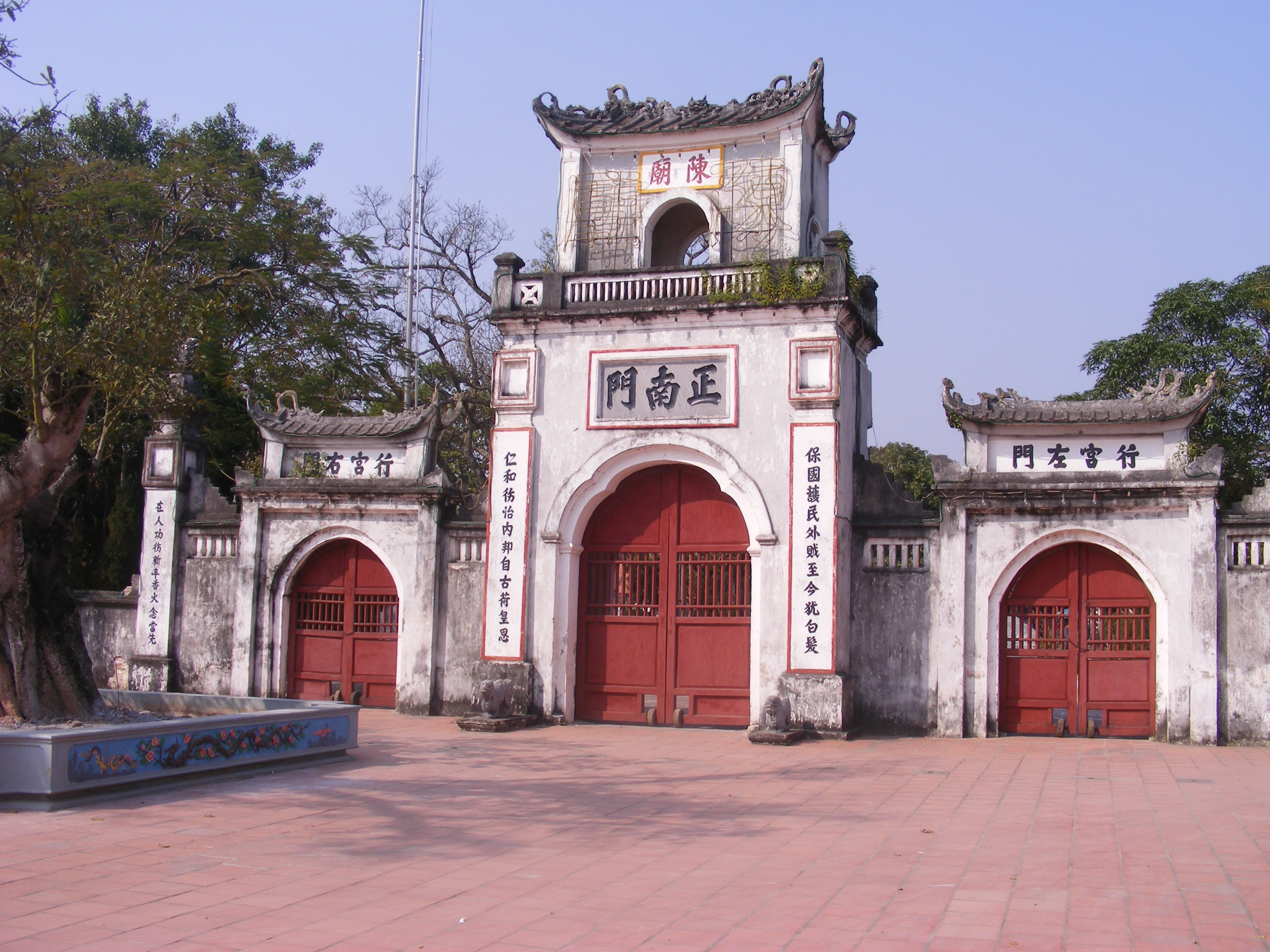
Đền Trần ở Nam Định

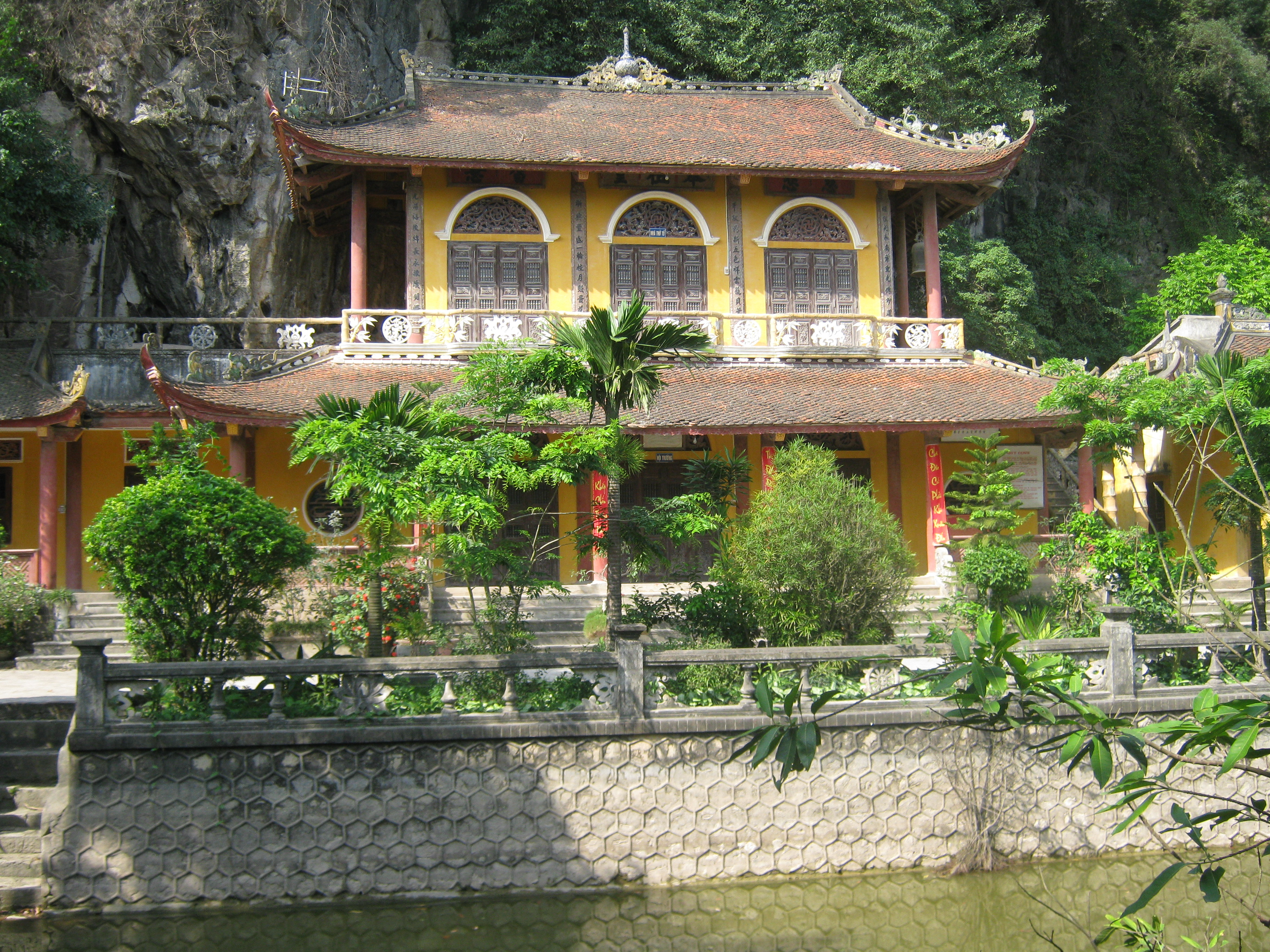
Chùa Địch Lộng ở Gia Viễn

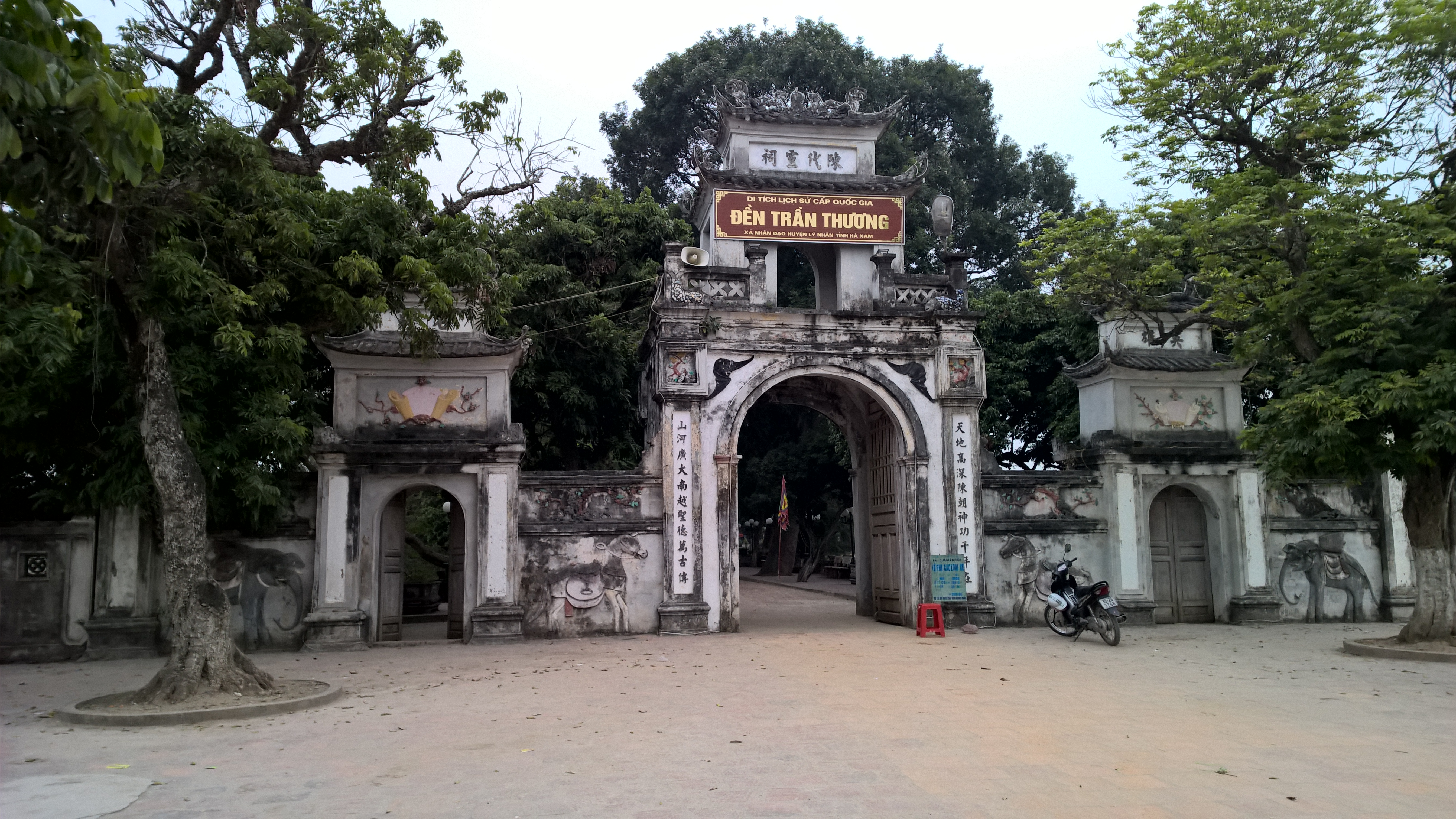
Đền Trần Thương ở Hà Nam

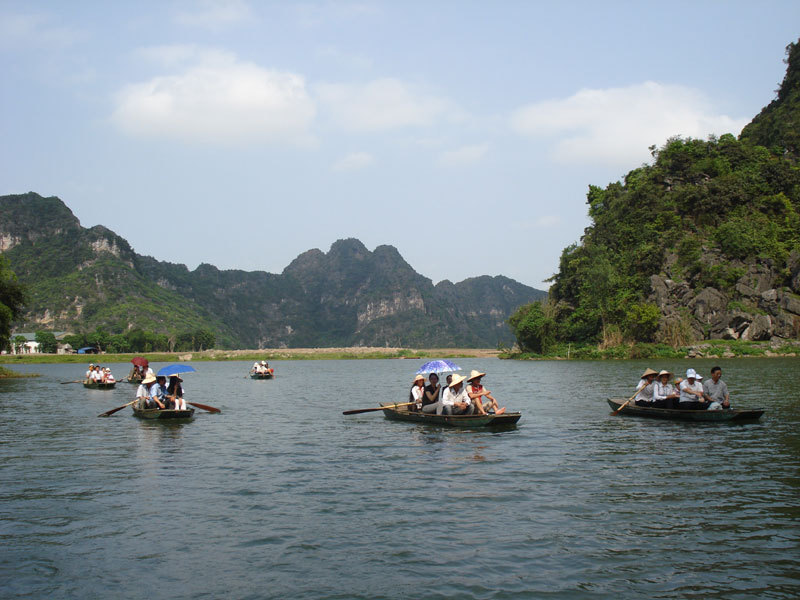
Khu du lịch Tràng An ở Ninh Bình

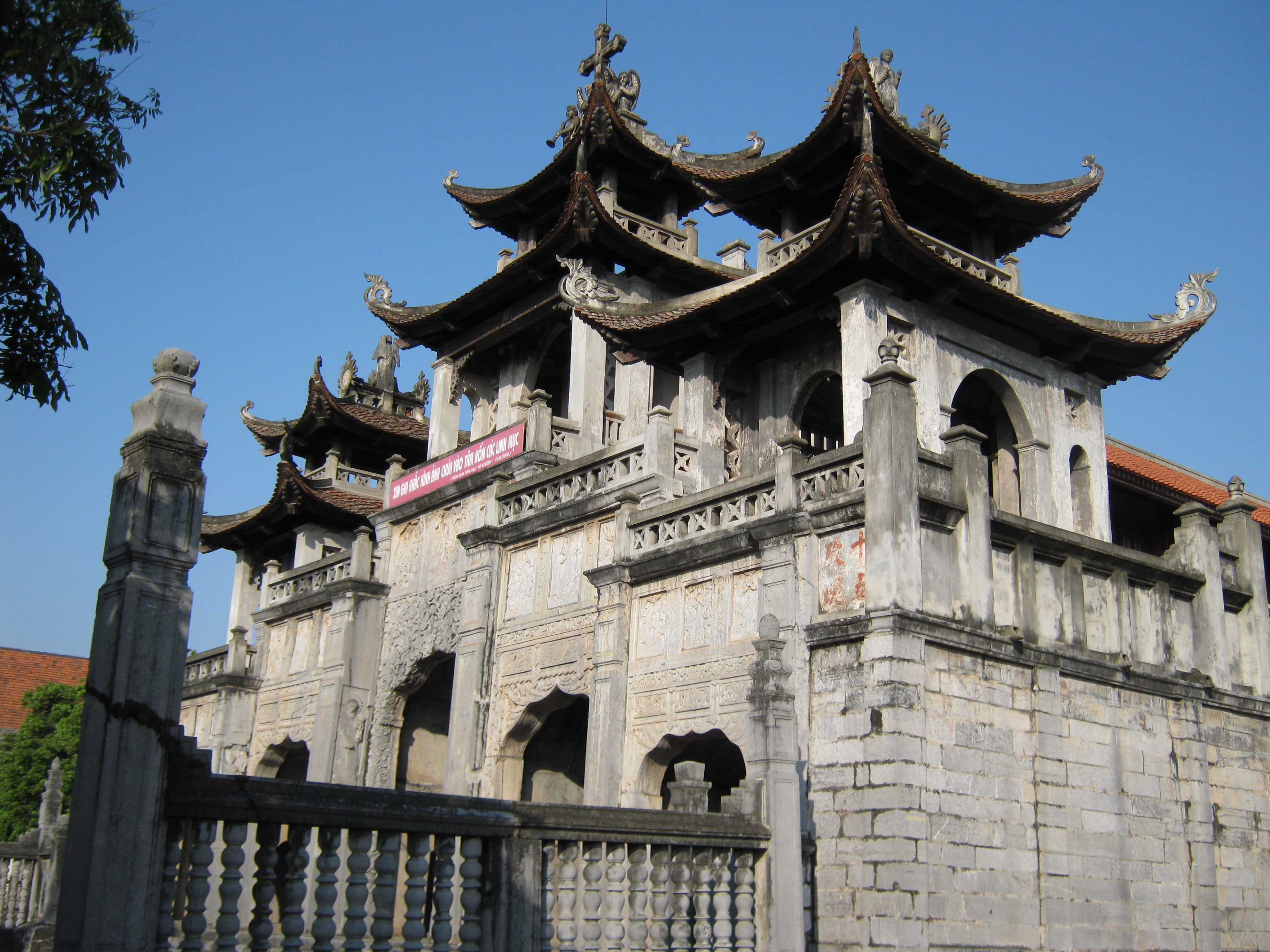
Nhà thờ chính tòa Phát Diệm

Ninh Bình là một vùng đất cổ nằm ở vị trí cửa ngõ cực nam của tam giác châu thổ sông Hồng và miền Bắc. Nơi đây còn nhiều dấu tích liên quan trực tiếp đến các nền minh cổ ở Việt Nam như văn hóa Tràng An, văn hóa Hòa Bình, văn hóa Đa Bút, văn hóa Đông Sơn. Vùng đất có cố đô Hoa Lư này từng là kinh đô đầu tiên của nhà nước phong kiến trung ương tập quyền ở Việt Nam và cũng là nơi phát tích của bốn triều đại liên tiếp: Đinh - Lê - Lý - Trần với kỷ nguyên độc lập và phát triển rực rỡ lâu dài. Ninh Bình sở hữu những công trình kiến trúc tôn giáo lớn như: Phật giáo, Thiên chúa giáo, tín ngưỡng thờ mẫu Tam Phủ,... Địa bàn hiểm trở ở vùng núi Ninh Bình là căn cứ quân sự của các triều đại nhà Trần và Tây Sơn. Trong kháng chiến chống ngoại xâm nơi đây có phòng tuyến Tam Điệp, chiến khu Quỳnh Lưu, hành cung Vũ Lâm và là địa bàn trọng yếu của chiến dịch Hà Nam Ninh lịch sử. Những đặc điểm về lịch sử, văn hóa, tự nhiên và con người đã tạo cho vùng đất Ninh Bình một hệ thống các di tích phong phú và đa dạng góp phần phát triển ngành du lịch Ninh Bình. Quần thể danh thắng Tràng An bao gồm rất nhiều di tích với những giá trị nổi bật về thiên nhiên và văn hóa đã được UNESCO công nhận là di sản thế giới hỗn hợp.

## Tổng quan
Tính đến năm 2025, Ninh Bình có hơn 5000 di tích trong đó 283 di tích được xếp hạng quốc gia, 08 di tích cấp quốc gia đặc biệt quan trọng là các di tích thuộc Quần thể di tích Cố đô Hoa Lư; Danh thắng Tràng An-Tam Cốc-Bích Động; di tích lịch sử và thắng cảnh Núi Non Nước ; chùa Đọi Sơn, đền Trần Thương, đền Trần - chùa Phổ Minh, chùa Keo Hành Thiện và đền Xám. Đặc biệt, Quần thể danh thắng Tràng An được công nhận là di sản thiên nhiên và văn hóa thế giới - là di sản thế giới kép đầu tiên và duy nhất ở Đông Nam Á. Ninh Bình cũng là địa bàn có nhiều di tích khảo cổ học thuộc các thời kỳ văn hóa Tràng An, Hòa Bình, Bắc Sơn, Đa Bút và Đông Sơn.
- Di tích thờ Vua: Các di tích ở Ninh Bình nổi bật với việc thờ các vị Vua mà đứng đầu là Vua Đinh Tiên Hoàng với rất nhiều đền thờ trên khắp tỉnh. Các Vua được nhiều nơi thờ là Vua Lê Đại Hành, Triệu Việt Vương, Phùng Hưng, Lý Thái Tông, Trần Thái Tông, Trần Nhân Tông, Quang Trung,...
- Di tích thờ Thánh: anh hùng Trần Hưng Đạo và Lý Quốc Sư Nguyễn Minh Không là 2 nhân vật lịch sử được phong thánh và thờ nhiều nhất trên vùng đất Ninh Bình, ngoài ra có  các vị tổ nghề cũng được thờ ở rất nhiều nơi.
- Di tích thờ Thần: chủ yếu là các vị thần ở Hoa Lư tứ trấn như thần Thiên Tôn, thần Cao Sơn và thần Quý Minh.
- Di tích thờ Mẫu: Ninh Bình là trung tâm của tín ngưỡng thờ Mẫu ở Việt Nam với các đền thờ tiêu biểu như Phủ Dày, phủ Quảng Cung, đền Lảnh Giang, là đền Dâu, đền Quán Cháo, phủ Đồi Ngang, đền Cô Đôi, phủ Châu Sơn... Rất nhiều chùa ở Ninh Bình có cấu trúc theo kiểu "tiền Phật hậu Mẫu".
- Di tích thờ danh nhân khác: Các vị tướng lĩnh, anh hùng dân tộc, các vị tổ nghề, tổ họ, tổ lập làng,...

## Danh sách di tích

### Di sản thế giới
Quần thể danh thắng Tràng An là một địa danh du lịch tổng hợp gồm các di sản văn hóa và thiên nhiên thế giới đã được UNESCO công nhận ở Ninh Bình, Việt Nam. Nhiều di tích danh thắng nơi đây đã được Chính phủ Việt Nam xếp hạng di tích quốc gia đặc biệt quan trọng như Khu du lịch sinh thái Tràng An, khu du lịch Tam Cốc - Bích Động, chùa Bái Đính, cố đô Hoa Lư... Liên kết giữa các khu du lịch này là khu rừng đặc dụng Hoa Lư trên núi đá vôi và hệ thống sông, hồ, đầm với diện tích khoảng 12.000 ha.
Quần thể danh thắng Tràng An nằm ở 4 phường Tây Hoa Lư, Nam Hoa Lư, Hoa Lư, Yên Sơn với vùng lõi Tràng An có diện tích hơn 4.000 ha, là vùng bảo vệ đặc biệt của danh thắng. Vùng bảo vệ đặc biệt này nằm trọn trong quy hoạch khu du lịch Tràng An với diện tích 12.000 ha. Quần thể danh thắng Tràng An nằm gần các Quốc lộ 1, QL38B, QL12B và trong tứ giác nước được giới hạn bởi các sông: sông Hoàng Long ở phía Bắc; sông Chanh ở phía Đông; sông Hệ ở phía Nam và sông Bến Đang ở phía Tây.

### Di tích quốc gia đặc biệt
Ninh Bình có 8 di tích được xếp hạng di tích quốc gia đặc biệt, bao gồm:
1. Danh lam, thắng cảnh Tràng An - Tam Cốc - Bích Động: nằm trải rộng trên địa bàn phường Tây Hoa Lư, Nam Hoa Lư và Hoa Lư;
2. Di tích lịch sử và kiến trúc nghệ thuật Cố đô Hoa Lư: gồm các di tích đền, đình, chùa, phủ, thành quách, lăng mộ, hang động, sông, núi,...
3. Di tích lịch sử và danh lam, thắng cảnh núi Non Nước: gồm núi Non Nước, Chùa Non Nước, đền Trương Hán Siêu và dấu tích thành cổ Ninh Bình;
4. Di tích lịch sử, kiến trúc nghệ thuật chùa Đọi Sơn, xây dựng từ thời Lý, gắn với lễ hội Tịch điền Đọi Sơn;
5. Di tích lịch sử, kiến trúc nghệ thuật đền Trần Thương, nơi đặt doanh trại của Trần Hưng Đạo;
6. Di tích lịch sử, kiến trúc nghệ thuật đền Trần - chùa Phổ Minh thờ các Vua Trần;
7. Di tích kiến trúc nghệ thuật chùa Keo Hành Thiện có nhiều giá trị di sản như bia ký, sắc phong, thần tích, câu đối, đại tự, lễ hội truyền thống, những truyền thuyết
8. Di tích kiến trúc nghệ thuật đền Xám: thờ tướng quân Trần Lãm thời 12 sứ quân, có công lớn giúp Đinh Tiên Hoàng thống nhất đất nước.

### Di tích cấp quốc gia
Dưới đây là danh sách các di tích được xếp hạng cấp quốc gia, bao gồm cả các di tích thuộc Quần thể di sản thế giới Tràng An:
1. Đình Thịnh Châu Hạ, phường Châu Sơn là di tích Kiến trúc nghệ thuật, xếp hạng: 12/02/1999
2. Đình Triều Hội, xã Bình Giang là di tích Lịch sử, xếp hạng: 18/01/1988
3. Đình Công Đồng, ở thôn An Thái, xã Bình Mỹ là di tích Lịch sử , xếp hạng: 02/3/1990
4. Từ đường Nguyễn Khuyến ở thôn Vị Hạ, xã Bình An là di tích Lịch sử, xếp hạng: 30/12/1991
5. Đình, chùa Cổ Viễn ở xã Bình An là di tích Lịch sử và kiến trúc nghệ thuật, xếp hạng: 25/01/1994
6. Đình Mai Động, xã Bình An là di tích Lịch sử và nghệ thuật, xếp hạng: 20/7/1994
7. Đình Văn Phú ở xã Bình Mỹ là di tích Kiến trúc nghệ thuật, xếp hạng: 16/01/1995
8. Từ đường Lương Quận Công Trần Như Lân ở thôn Thượng Lương, xã Bình An là di tích Lịch sử, xếp hạng: 16/01/1995
9. Đình Yên Đổ ở Bình Sơn là di tích Kiến trúc nghệ thuật, xếp hạng: 18/6/1997
10. Đình Vị Hạ ở Bình An là di tích Kiến trúc nghệ thuật, xếp hạng: 20/12/1997
11. Đình Mỹ Đôi ở xã Bình Mỹ là di tích Lịch sử, xếp hạng: 24/01/1998
12. Đình Đinh ở Xã Liêm Tuyền là di tích Kiến trúc nghệ thuật, xếp hạng: 12/02/1999
13. Đình, chùa Đạo Truyền ở Bình Mỹ là di tích Lịch sử và nghệ thuật, xếp hạng: 02/8/1999
14. Đình An Bài ở Bình Lục là di tích Kiến trúc nghệ thuật, xếp hạng: 01/02/2000
15. Đình An Dương ở Bình Mỹ là di tích Kiến trúc nghệ thuật, xếp hạng: 28/7/2000
16. Đình Tiên Lý ở Bình Mỹ là di tích Kiến trúc nghệ thuật, xếp hạng: 18/3/2001
17. Đình Bùi ở Liêm Tuyền là di tích Kiến trúc nghệ thuật, xếp hạng: 28/12/2001
18. Đình Chiềng ở Liêm Tuyền là di tích Kiến trúc nghệ thuật, xếp hạng: 30/12/2002
19. Đình, chùa Đồng Du Trung ở Bình Lục là di tích Kiến trúc nghệ thuật, xếp hạng: 15/12/2004
20. Đình, chùa Ngọc Lũ ở Bình An là di tích Kiến trúc nghệ thuật, xếp hạng: 26/01/2006
21. Đình Tái Kênh ở thôn Tái 3, Liêm Tuyền là di tích Kiến trúc nghệ thuật, xếp hạng: 26/01/2006
22. Đình Vị Thượng ở Bình An là di tích Kiến trúc nghệ thuật, xếp hạng: 22/01/2009
23. Đình Thanh Nghĩa ở Bình Mỹ là di tích Kiến trúc nghệ thuật, xếp hạng: 22/01/2009
24. Đình Nam ở Bình Giang là di tích Kiến trúc nghệ thuật, xếp hạng: 11/5/2010
25. Đình Gia ở	Nhân Hà là di tích iến trúc nghệ thuật.
26. Đình, chùa Mạc Thượng ở Lý Nhân là kiến trúc nghệ thuật.
27. Đình Cả ở Bình Giang là di tích Lịch sử và kiến trúc nghệ thuật, xếp hạng: 29/3/2012
28. Đình Tường Thụy ở Duy Tiên là di tích Kiến trúc nghệ thuật, xếp hạng: 18/01/1988
29. Đình Lũng Xuyên ở Đồng Văn là di tích Lịch sử, xếp hạng: 18/01/1988
30. Chùa Bạch Liên ở thôn Tường Thụy, Đồng Văn là di tích Kiến trúc nghệ thuật, xếp hạng: 09/4/1992
31. Chùa Khánh Long ở thôn Bút Thượng, Duy Tân là di tích Kiến trúc nghệ thuật, xếp hạng: 18/01/1993
32. Đình Khả Duy ở Xã Duy Tân là di tích Lịch sử, xếp hạng: 24/3/1993
33. Đình Đá An Mông ở Tiên Sơn là di tích Lịch sử và kiến trúc nghệ thuật, xếp hạng: 20/7/1994
34. Đình Ngô Xá ở Tiên Sơn là di tích Lịch sử và kiến trúc nghệ thuật, xếp hạng: 13/02/1996
35. Đình Ngọc Động ở Duy Hà là di tích Kiến trúc nghệ thuật, xếp hạng: 13/02/1996
36. Đền Lảnh Giang ở Thôn Lảnh Trì, xã Duy Tân là di tích Kiến trúc nghệ thuật, xếp hạng: 05/11/1996
37. Đền Yên Từ ở Duy Tân là di tích Kiến trúc nghệ thuật, xếp hạng: 01/02/2000
38. Đình Lê Xá ở Châu Sơn là di tích Kiến trúc nghệ thuật, xếp hạng: 15/12/2004
39. Đình Phương Thượng ở Lê Hồ là di tích Lịch sử và kiến trúc nghệ thuật, xếp hạng: 02/12/1992
40. Đình Thượng ở phường Lý Thường Kiệt là di tích Lịch sử và kiến trúc nghệ thuật, xếp hạng: 18/01/1993
41. Đền Trúc và Ngũ động Thi Sơn ở phường Lý Thường Kiệt là di tích Lịch sử và thắng cảnh, xếp hạng: 25/01/1994
42. Chùa Bà Đanh và núi Ngọc ở: Kim Bảng là di tích Lịch sử và thắng cảnh, xếp hạng: 20/7/1994
43. Đền Ba Dân ở thôn Thụy Sơn, Nguyễn Úy là di tích Lịch sử, xếp hạng: 13/02/1996
44. Chùa Quế Lâm ở Kim Bảng là di tích Kiến trúc nghệ thuật, xếp hạng: 13/02/1996
45. Đình Phương Lâm ở Lê Hồ là di tích Kiến trúc nghệ thuật, xếp hạng: 24/01/1998
46. Đình Nhật Tân ở thôn Lưu Xá, xã Kim Thanh là di tích Kiến trúc nghệ thuật, xếp hạng: 24/4/2001
47. Đình Lạc Nhuế ở Lê Hồ là di tích Kiến trúc nghệ thuật, xếp hạng: 26/01/2001
48. Đình Văn Xá ở Nam Xang là di tích Kiến trúc, xếp hạng: 28/4/1962
49. Đền Bà Vũ ở Bắc Lý là di tích Lịch sử, xếp hạng: 24/3/1993
50. Đình Vĩnh Trụ ở Vĩnh Trụ là di tích Lịch sử và nghệ thuật, xếp hạng: 24/3/1993
51. Khu di tích đình Đồng Lư (Thượng, Trung, Hạ) ở: Bắc Lý là di tích Lịch sử và kiến trúc nghệ thuật, xếp hạng: 11/9/1993
52. Đình Thọ Chương ở Bắc Lý là di tích Kiến trúc nghệ thuật, xếp hạng: 09/12/1994
53. Đình, chùa Cao Đà ở Nhân Hà là di tích Kiến trúc nghệ thuật, xếp hạng: 05/11/1996
54. Đình, chùa Tế Xuyên ở Nam Xang là di tích Kiến trúc nghệ thuật, xếp hạng: 05/11/1996
55. Đình Vạn Thọ ở xã Trần Thương là di tích Kiến trúc nghệ thuật, xếp hạng: 12/02/1999
56. Đình Mạc Hạ ở xã Nam Xang là di tích Kiến trúc nghệ thuật, xếp hạng: 13/3/2001
57. Đình Ngò ở Nam Xang là di tích Kiến trúc nghệ thuật, xếp hạng: 28/12/2001
58. Đình Trác Nội ở xã Trần Thương là di tích Kiến trúc nghệ thuật, xếp hạng: 15/12/2004
59. Đình Đức Bản Ngoại ở xã Trần Thương là di tích Kiến trúc nghệ thuật, xếp hạng: 22/01/2009
60. Đình Chương Lương ở Bắc Lý là di tích Kiến trúc nghệ thuật, xếp hạng: 22/01/2009
61. Đình, chùa Mạc Thượng ở Lý Nhân là di tích Kiến trúc nghệ thuật, xếp hạng: 26/01/2011
62. Đình Gia ở Nhân Hà là di tích Kiến trúc nghệ thuật, xếp hạng: 26/01/2011
63. Di tích lịch sử Địa điểm lưu niệm Chủ tịch Hồ Chí Minh về thăm công trường đắp đập Cát Tường năm 1958, xã Bình Mỹ.
64. Di tích kiến trúc nghệ thuật Đình Đọi Tam, xã Tiên Sơn
65. Di tích kiến trúc nghệ thuật Đình Nam Xá Thượng, xã Trần Thương
66. Di tích kiến trúc nghệ thuật Đình, Văn Từ Cát Lại, xã Bình Lục
67. Di tích kiến trúc nghệ thuật Đình Hạ, xã Nam Xang
68. Di tích kiến trúc nghệ thuật Đình Mã Não, phường Kim Bảng
69. Di tích kiến trúc nghệ thuật đình Phù Thụy, phường Lý Thường Kiệt.
70. Đình, đền, chùa Nội Rối ở: thôn Nội Rối, xã Bắc Lý
71. Kẽm Trống ở: xã Thanh Lâm là di tích Thắng cảnh, xếp hạng: 28/4/1962
72. Đình, chùa Châu ở: Thôn Châu, phường Châu Sơn là di tích Lịch sử và Thắng cảnh, xếp hạng: 05/02/1994
73. Đình Đống Cầu ở xã Thanh Bình là di tích Lịch sử và nghệ thuật, xếp hạng: 05/9/1994
74. Đình An Xá ở phường Châu Sơn là di tích Lịch sử và kiến trúc nghệ thuật, xếp hạng: 28/6/1996
75. Đình An Hòa ở xã Liêm Hà là di tích Kiến trúc nghệ thuật, xếp hạng: 07/5/1997
76. Đình Chảy ở xã Thanh Bình là di tích Kiến trúc nghệ thuật, xếp hạng: 24/01/1998
77. Đền Lăng ở Thôn Cõi, xã Liêm Hà là di tích Lịch sử, xếp hạng: 26/01/1999
78. Đình, đền Hòa Ngãi ở xã Liêm Hà là di tích Kiến trúc nghệ thuật, xếp hạng: 21/8/2000
79. Đình Cẩm Du ở xã Tân Thanh là di tích Kiến trúc nghệ thuật, xếp hạng: 20/4/2001
80. Đình Nguyễn Trung ở Xã Liêm Phong, huyện Thanh Liêm là di tích Kiến trúc nghệ thuật, xếp hạng: 27/12/2001
81. Đình Ô Cách ở xã Liêm Hà là di tích Kiến trúc nghệ thuật, xếp hạng: 15/12/2004
82. Đình Đông Trụ, xã Nam Lý thờ 6 vị Thần là: Dũng Nhiên Đại Vương, Sát Nhiên Đại vương, Siêu Nhiên Đại vương, Nhược Nhiên Đại vương, Lợi Nhiên Đại vương là các vị tướng thời nhà Đinh và  Trần Bá Nghị, Tướng quân triều vua Lý Thái Tông.
83. Quần thể Danh lam thắng cảnh Tam Chúc, phường Tam Chúc
84. Căn cứ địa Lạt Sơn (Đền thờ Lê Chân; Núi Giát Dâu; Đồi Bụt), phường Lý Thường Kiệt
85. Di tích lịch sử Mộ và Khu lưu niệm Nam Cao, xã Nam Lý
86. Danh lam thắng cảnh Bát Cảnh Sơn, phường Nguyễn Úy
87. Đình Hưng Công xã Bình An.
88. Đình Quan Phố, phường Duy Tiên.
89. Cửa hàng ăn uống dưới hầm ở phường Nam Định
90. Khu chỉ huy Sở nhà máy dệt phường Nam Định
91. Chùa Đệ Tứ ở phường Thiên Trường
92. Cột Cờ thành Nam ở phường Thiên Trường
93. Cửa hàng cắt tóc dưới hầm ở phường Nam Định
94. Nhà số 7 phố Bến Ngự ở phường Nam Định
95. Hầm chỉ huy Thành ủy Nam Định thời kỳ chống Mỹ phường Nam Định
96. Khu di tích phố Hàng Thao - nơi ghi lại tội ác của giặc Mỹ ở phường Nam Định
97. Đền, chùa Diêm Điền ở	Đông Tiến, Nam Định
98. Khu di tích Lịch sử - văn hoá  Hoành Nha, xã Giao Thủy
99. Đền, chùa Hà Cát	ở Hồng Thuận, xã Giao Hòa
100. Chùa Cồn ở thị trấn Cồn, nay là xã Hải Tiến
101. Đền An Trạch ở xã Hải An
102. Cầu Ngói, chợ Lương	ở xã Hải Anh
103. Đền Tứ tổ và chùa Lương	ở xã Hải Anh
104. Từ đường Tứ  tổ  khai sáng Quần Anh	ở xã Hải Anh
105. Đền, chùa Xã Hạ ở xã Hải Hậu
106. Chùa Phúc Hải ở Hải Anh
107. Chùa Hà Lạn ở	xã Hải Anh
108. Đền Bảo Ninh ở	xã Hải Hậu
109. Chùa Phúc Sơn	ở xã Hải Hậu
110. Từ đường Tứ tổ khai sáng Quần Anh ở xã Hải Hậu
111. Đền Bảo Lộc ở	phường Mỹ Lộc
112. Đền Lựu Phố thờ Trần Thủ Độ ở phường Mỹ Lộc
113. Đền Cây Quế ở	phường Thiên Trường
114. Miễu và đình Cao Đài	ở phường Thiên Trường
115. Đình Bườn, miếu Trúc và mộ các nhân vật lịch sử liên quan ở phường Đông A
116. Đình Sùng Văn ở	phường Mỹ Lộc
117. Đình Cả ở Mỹ Trung, ở phường Mỹ Lộc
118. Chùa Bi (Đại Bi tự) ở  xã Nam Trực
119. Đền Am	ở xã Nam Trực
120. Đền Giáp Ba	ở xã Nam Trực
121. Đình làng Vân Chàng	ở xã Nam Trực
122. Cầu Ngói và phủ thờ bà chúa Nguyễn Thị Ngọc Xuân ở	xã Nam Minh
123. Đền Giao Cù	ở xã Nam Minh
124. Đền Gin	ở xã Nam Minh
125. Đền, chùa Thọ Tung	ở xã Nam Trực
126. Đền Thượng Lao và Xối Thượng, xã Nam Minh
127. Đền thờ Trạng nguyên Nguyễn Hiền ở xã	Nam Hồng
128. Đền Đồng Quỹ	ở xã Nam Minh
129. Đền An Lá	ở phường Hồng Quang
130. Đền  Tây   và   chùa Vân Đồn ở phường Hồng Quang
131. Đền Đá	ở xã Nam Hồng
132. Đền, chùa Hà Dương	ở xã Đồng Thịnh
133. Đền, chùa Hưng Thịnh	ở xã Đồng Thịnh
134. Đền thờ Phạm Văn Nghị và những người có công khai hoang lấn biển ở xã	Nghĩa Lâm
135. Đền Bình Hải ở	xã Nghĩa Lâm
136. Đền thờ Doãn Khuê	ở xã Nghĩa Lâm
137. Đền, chùa Hạ Kỳ	ở xã Đồng Thịnh
138. Đình Hưng Lộc	ở xã Đồng Thịnh
139. Chùa Cổ Lễ ở	xã Cổ Lễ
140. Mộ và đền thờ Trạng nguyên Đào Sư Tích	ở xã Cổ Lễ
141. Đền Tuân Lục	ở xã Ninh Giang
142. Chùa Cổ Chất ở 	xã Ninh Giang
143. Chùa Cự Trữ  ở	xã Ninh Giang
144. Địa điểm 3 đồn binh thời Trần gồm: Đền Xối Đông Thượng, Trung, Hạ	ở xã Cổ Lễ
145. Chùa Ninh Cường ở xã Ninh Cường
146. Đền Võng Cổ	ở phường Thành Nam
147. Đền làng Thi Liệu	ở xã Liên Minh
148. Đền Miễn Hoàn	ở xã Liên Minh
149. Đền Vụ Nữ	ở xã Hiển Khánh
150. Khu Di tích kiến trúc nghệ thuật Phủ Giầy ở xã Vụ Bản
151. Đền thờ Lương Thế Vinh ở phường Trường Thi
152. Đền Giáp Nhất	xã Hiển Khánh
153. Đền Đông	ở phường Trường Thi
154. Đền, chùa Vĩnh Lại	ở phường Trường Thi
155. Đền thờ Đức thánh Tổ	ở xã Ý Yên
156. Phủ Quảng Cung	ở xã Yên Đồng
157. Đình, chùa Đô Quan	ở Yên Đồng
158. Quần thể di tích: Đình, chùa Ngô Xá, chùa Nề và phế tích tháp Chương Sơn ở	xã Tân Minh
159. Đình Ruối	ở xã Phong Doanh
160. Đình, đền, chùa Phạm Xá ở	xã Yên Cường
161. Đền Ninh Xá	ở xã Vũ Dương
162. Chùa Phúc Chỉ 	ở xã Vạn Thắng
163. Đình Cát Đằng	ở xã Vạn Thắng
164. Đình Thượng Đồng	ở xã Vạn Thắng
165. Đền Ngọc Chấn 	ở xã Yên Đồng
166. Đền Tướng Loát	ở xã Yên Đồng
167. Đền Vua Đinh Tiên Hoàng  ở	Tây Hoa Lư.	Đền Vua Đinh là một di tích quan trọng thuộc vùng bảo vệ đặc biệt của quần thể di sản cố đô Hoa Lư.
168. Đền Vua Lê Đại Hành	ở	Tây Hoa Lư.	Đền Vua Lê là một di tích quan trọng thuộc vùng bảo vệ đặc biệt của quần thể di sản cố đô Hoa Lư.
169. Đền Thái Vi	ở	Nam Hoa Lư.	Thờ các vua đầu nhà Trần: Thái Tông, Thánh Tông, Nhân Tông, Anh Tông, Trần Hưng Đạo, Trần Quang Khải và hoàng hậu Thuận Thiên đã lập ra hành cung Vũ Lâm
170. Đền Suối Tiên		ở	Nam Hoa Lư.	Thờ thần Quý Minh - vị thổ thần từ thời Hùng Vương được Đinh Tiên Hoàng đế phong trấn Nam Hoa Lư tứ trấn
171. Đền Trần		ở	Tây Hoa Lư.	Do Vua Đinh Tiên Hoàng cho lập để thờ thần Quý Minh, Vua Trần Thái Tông sau này đã xây dựng lại đền đá như kiến trúc hiện nay nên gọi là đền Trần.
172. Đền Trình		ở	Tây Hoa Lư.	Thờ 2 vị tướng nhà Đinh có công bảo vệ ấu chúa Đinh Toàn và tận trung với nhà Đinh, chống đối việc lên ngôi của Lê Hoàn.
173. Đền Tứ Trụ		ở	Tây Hoa Lư.	Thờ Tứ trụ triều Đình nhà Đinh: Tể tướng Nguyễn Bặc; Ngoại giáp Đinh Điền; Thượng thư Trịnh Tú; Thái sư Lưu Cơ.
174. Đền thờ Công chúa Phất Kim	ở	 Tây Hoa Lư.	Nằm ở làng cổ Yên Thành, thờ Công chúa Phất Kim con gái Vua Đinh Tiên Hoàng, người được Vua Đinh gả cho sứ quân Ngô Nhật Khánh.
175. Động Thiên Hà	ở	Tây Hoa Lư. 	Động Thiên Hà là hang động đẹp, gồm cả động khô và động ướt với đa dạng hệ thống nhũ đá vẫn được kiến tạo. Động chứa nhiều dấu vết để lại của cư dân Việt cổ.
176. Động Tiên Cá	ở	Nam Hoa Lư.	Động xuyên thủy dài hơn 1500m có hệ thống nhũ đá muôn hình vạn trạng. Du khách được đi trên một hành lang bằng bè tre để xuyên vào trong lòng động.
177. Động Vái Giời	ở	Nam Hoa Lư.	Động Vái Giời rộng khoảng 5000m2, cửa động nằm ở độ cao 439 bậc đá với 3 tầng "Trần gian, Địa ngục và Thiên đường" với nhiều măng nhũ đá lung linh huyền ảo.
178. Động, chùa Bích Động	ở	Nam Hoa Lư.	Xuyên thủy động nằm trong lòng núi Bích Động, nơi có ngôi chùa cổ được xây dựng từ thời Hậu Lê. Danh thắng được mệnh danh là "Nam thiên đệ nhị động"
179. Động Am Tiên	ở	Tây Hoa Lư.	Là pháp trường xử án thời Đinh, nơi gắn bó và tôn thờ các danh nhân: Trương Ma Ni, Thái hậu Dương Vân Nga và Quốc sư Nguyễn Minh Không.
180. Đình Yên Trạch 		ở	Tây Hoa Lư.	TổngTrường Yên xưa gồm 7 làng cổ: Yên Thượng, Yên Thành, Yên Trung, Yên Hạ, Yên Trạch, Chi Phong và Lạc Hối. Ngôi đình trong làng cổ Yên Trạch thờ Đinh Tiên Hoàng.
181. Hang Bói		ở	Tây Hoa Lư.	Di chỉ khảo cổ học chứa đựng dấu ấn người tiền sử sinh sống tại Tràng An cách ngày nay từ 5.000 đến 30.000 năm.
182. Hang Mòi		ở	Nam Hoa Lư.	Di chỉ khảo cổ học thể hiện cư dân Tràng An sống ở 2 trạng thái môi trường khác nhau: lục địa và biển; mức sớm từ 7.000 đến 10.000 năm, muộn từ 3.500 đến 6.000 năm.
183. Hang Trống		ở	Nam Hoa Lư.	Di chỉ khảo cổ học hang Trống là hang động có nhiều di vật, dấu tích của người tiền sử từ 3.000-30.000 năm trước thuộc nền văn hóa Tràng An
184. Hang Bụt		ở	Nam Hoa Lư.	Hang Bụt là một hang đá tự nhiên dài 500m, xuyên thủy qua núi Tướng. Nơi rộng nhất tới 70m, trần hang cao khoảng 30m, hang có hệ thống nhũ đá lung linh kỳ ảo.
185. Hành cung Vũ Lâm	ở	Hoa Lư.	Là căn cứ quân sự do Các vua đầu nhà Trần lập để củng cố lực lượng trong kháng chiến Nguyên Mông. Đây còn là nơi các vua Trần xuất gia tu hành, mở mang Phật giáo.
186. Phủ Khống		ở	Hoa Lư.	Thờ 7 vị quan trung thần với triều Đinh và Vị quan trấn ải nơi đây đã lập đền thờ và trồng cây thị đặc biệt ở bên cạnh phủ.
187. Vườn chim Thung Nham	ở	Nam Hoa Lư.	Vườn chim trải rộng trên diện tích hơn 300ha, là nơi cư trú của khoảng 40.000 con, khoảng 5.000 tổ chim các loại, thuộc 46 loài chim, nhiều loài trong sách Đỏ VN.
188. Chùa Duyên Ninh	ở	Tây Hoa Lư.	Chùa Duyên Ninh được xem là một trong những ngôi chùa cầu duyên nổi tiếng nhất ở Việt Nam. Chùa được xây dựng từ thế kỷ X dưới thời vua Đinh Tiên Hoàng.
189. Chùa Bà Ngô	ở	Tây Hoa Lư.	 Chùa Bà Ngô là một di tích thuộc quần thể di tích quốc gia đặc biệt cố đô Hoa Lư, chùa được xây từ thời nhà Đinh, gắn với vị hoàng hậu là bà Ngô phu nhân.
190. Chùa Nhất Trụ	ở	Tây Hoa Lư.	Chùa cổ thời Tiền Lê, nơi có bảo vật quốc gia cột kinh bằng đá với nhiều dấu tích minh chứng cho sự phát triển rực rỡ của Phật giáo Hoa Lư thế kỷ X.
191. Chùa Kim Ngân	ở	Tây Hoa Lư.	Ngôi chùa cổ từ thời Đinh, thuộc làng Chi Phong - thành Tây kinh đô Hoa Lư là nơi sinh ra Vua Lý Thái Tông đồng thời là ngôi chùa cầu duyên nổi tiếng ở Việt Nam.
192. Hang Muối		ở	Tây Hoa Lư.	Hang Muối nằm ở gần sông Sào Khê thuộc phạm vi thành Đông kinh đô Hoa Lư, tương truyền là nơi cất giữ muối, lương thực.
193. Hang Quàn 		ở	Tây Hoa Lư.	Hang Quàn nằm trong ngọn núi là tường thành Đông của kinh đô Hoa Lư, tương truyền là nơi các quan sử dụng kỹ thuật ướp xác để bảo vệ thi thể Vua Đinh.
194. Núi Chùa Am 		ở	Tây Hoa Lư.	Núi có 2 ngôi chùa thời Đinh. Chùa Am thuộc thôn Yên Trung, nằm ở phía tây bắc núi; chùa Đìa thuộc thôn Yên Thành, nằm ở phía đông nam núi Đìa, xã Trường Yên.
195. Tam Cốc	ở	Tây Hoa Lư.	Danh thắng Tam Cốc gồm cảnh quan thiên nhiên 2 bên sông Ngô Đồng đâm xuyên qua núi tạo ra 3 hang động xuyên thủy.
196. Phủ Đông Vương 		ở	Tây Hoa Lư.	Phủ Đông Vương nằm biệt lập. Thờ Hoàng tử Đông Thành Vương Lê Ngân Tích, con thứ hai của Vua Lê Đại Hành.
197. Phủ Vườn Thiên	ở	Tây Hoa Lư.	Phủ Vườn Thiên nằm ở làng cổ Yên Thành. Thờ Thái tử Kình Thiên Vương Lê Long Thâu là thái tử, con cả Vua Lê Đại Hành nên còn gọi là phủ Kình Thiên.
198. Bia Cửa Đông 		ở	Tây Hoa Lư.	Bia Cửa Đông (bia hang Thầy Bói) được tạc dưới chân núi Đầm, gọi cửa thành này là Đông Môn, là nơi bá quan văn võ triều Đinh Lê qua lại mỗi khi vào triều bệ kiến.
199. Lăng vua Đinh, lăng vua Lê 		ở	Tây Hoa Lư.	Lăng Vua Đinh Tiên Hoàng nằm trên núi Mã Yên còn lăng Vua Lê Đại Hành nằm ở dưới chân núi Mã Yên; thuộc phạm vi thành Đông kinh đô Hoa Lư.
200. Núi chùa Bái Đính	ở	Tây Hoa Lư.	Nơi có khu chùa cổ với hang động, đền thờ thần Cao Sơn có từ thời Đinh và Khu chùa mới với nhiều kỷ lục Việt Nam và châu Á được xác lập.
201. Núi Non Nước	ở	Hoa Lư.	Núi nổi tiếng với hơn 100 bài thơ khắc lên đá. Trên núi có lầu đón gió và Tượng đài anh hùng Lương Văn Tụy. Chân núi là chùa Non Nước và đền Trương Hán Siêu.
202. Núi Cánh Diều	ở	 Hoa Lư.	Ngọn núi có hình cô gái tóc xõa mình trần nằm giữa thanh thiên trời đất. Bên núi có chùa Cánh Diều và đền thờ thần Thiên Tôn trấn đông Hoa Lư tứ trấn
203. Chùa A Nậu		ở	Hoa Lư.	Một trong những ngôi chùa cổ thời Trần do Trần Thái Tông xây dựng khi về Ninh Bình lập hành cung Vũ Lâm trong kháng chiến Nguyên Mông
204. Chùa Đẩu Long	ở	 Hoa Lư.	Chùa Đẩu Long là ngôi chùa cổ, có lịch sử hình thành từ thời Đinh - Lê thế kỷ X. Chùa là di tích lịch sử văn hóa quốc gia, thờ 9 vị thần của các làng xung quanh.
205. Động Thiên Tôn	ở	 Hoa Lư.	Động chùa Thiên Tôn là di tích thờ thần Thiên Tôn, là vị thiên thần trấn ngự ở cửa ngõ phía đông vào thành Đông của khu di tích cố đô Hoa Lư.
206. Chùa Trung Trữ 		ở	Tây Hoa Lư.	Chùa Trung Trữ là di tích cấp quốc gia từ năm 1990. Chùa cùng khu vực với đình Trung Trữ thờ các vị vua và hoàng hậu triều đại nhà Đinh và Tiền Lê.
207. Đền Cả La Mai 		ở	Tây Hoa Lư.	 Đền Cả La Mai được xếp hạng di tích lịch sử quốc gia năm 1994; làng La Mai ở ven sông Đáy, thờ Thánh Quý Minh - vị thần trấn Nam Hoa Lư tứ trấn
208. Chùa Phong Phú 		ở	Tây Hoa Lư.	Chùa Phong Phú có từ thời Đinh Tiên Hoàng (thế kỷ X), thờ thần Trấn Vũ Thiên Tôn. Người xưa đa khéo lợi dụng hang động trong ruột núi để làm chùa.
209. Đền Đông Hội 		ở	Nam Hoa Lư.	Đền Đông Hội là một trong các di tích có sớm nhất Ninh Bình, từ thời Hai Bà Trưng gọi là Chùa Thanh Xuân. Đền thờ ba anh em, là Đống Bụt, Diệu Vũ và Ngọc nữ Trần Hoa.
210. Nhà thờ họ Đào 		ở	Nam Hoa Lư.	Nhà thờ họ Đào ở Hoa Lư là nhà thờ họ duy nhất tại tỉnh Ninh Bình được công nhận là di tích cấp quốc gia. Nhà thờ nằm trên một khu đất cao, rộng quay hướng chính đông.
211. Đền Kê Thượng, Kê Hạ, Miếu Sơn 		ở	Nam Hoa Lư.	Đền Kê Thượng thờ vọng Hùng Vương và Tản Viên. Đền Kê Hạ thờ Nguyệt Nga Công Chúa. Đền Miễu Sơn thờ Tản Viên, Cao Sơn, Quý Minh.
212. Chùa và động Bàn Long 		ở	 Hoa Lư.	 Chùa Bàn Long là chùa thiên tạo và nhân tạo, lấy động núi và con người làm chùa. Khi chúa Trịnh Sâm đã đến thăm, tay đề ba chữ lớn: “Bàn Long Tự” trên vách cửa động.
213. Chùa và động Hoa Sơn 		ở	Tây Hoa Lư.	Tương truyền rằng động Hoa Sơn là nơi nuôi Ấu chúa thời vua Đinh. Trước đây động có tên là chùa Bà Đẻ, sau này khi vua Tự Đức đến thăm đổi tên động thành Hoa Sơn.
214. Đình Ngô Khê Hạ 		ở	Ninh Hoà - Hoa Lư.	 Đình Ngô Khê Hạ là một ngôi đình kiến trúc cổ, trong đình có tượng Định Quốc công Nguyễn Bặc và hơn 10 đạo sắc phong của các triều đại là những di vật lịch sử quý báu.
215. Đền Thánh Nguyễn	ở	Đại Hoàng. 	Là di tích kiến trúc nghệ thuật quốc gia có giá trị đặc biệt ở Ninh Bình. Đền thờ thánh Nguyễn Minh Không trên quê hương ông.
216. Chùa và động Địch Lộng	ở	Gia Trấn.	Động Địch Lộng được mệnh danh là "Nam thiên đệ tam động". Động gồm quần thể hang động, núi, kiến trúc đình, chùa thờ Phật và quốc sư Nguyễn Minh Không.
217. Đền thờ Đinh Bộ Lĩnh	ở	Đại Hoàng.	Đền Văn Bòng là di tích thờ Vua Đinh Tiên Hoàng trên quê hương của ông. Đền cùng với khu di tích lăng Phát tích trên núi Kỳ Lân trở thành điểm du lịch về nguồn.
218. Động Hoa Lư	ở	Gia Hưng.	Động Hoa Lư là căn cứ ban đầu của Đinh Bộ Lĩnh trong quá trình gây dựng, chiêu binh để dẹp loạn 12 sứ quân. Động nằm trong quần thể đầm Cút, đầm Vân Long.
219. Đình Trùng Hạ 		ở	Gia Vân.	Đình Trùng Hạ là di tích kiến trúc nghệ thuật thờ 5 vị: Đông Hải đại vương, Sóc Giang đại vương, Trang Hiền đại vương, Hưng Đạo đại vương và Quốc Mẫu.
220. Đình Trùng Thượng 		ở	Gia Vân.	Đình Trùng Thượng là di tích kiến trúc nghệ thuật độc đáo. Đình thờ Tô Hiến Thành, Trần Quốc Tảng và Đông Hải Đại Vương.
221. Đình Vân Thị 		ở	Gia Vân.	Đình làng Vân Thị thờ Thái sư phụ chính Tô Hiến Thành được xây dựng năm 1699 - năm chính tòa thứ 20. Đến nay đã hơn 300 năm tuổi.
222. Chùa Lỗi Sơn 		ở	Gia Phong.	Chùa Lỗi Sơn nằm trong chiến khu Quỳnh Lưu, chùa thờ Phật, còn thờ thêm Hai Bà Trưng và ba bài vị thờ 3 dũng tướng thời vua Hùng là Cao Sơn, Quý Minh và Tản Viên.
223. Chùa Lạc Khoái 		ở	Gia Phong.	Chùa Hạ xây dựng năm 1859, trước chùa Thượng 10 năm. Chùa Hạ thờ Phật và Tam vị Thánh Mẫu; chùa Thượng thờ Phật và Quan Âm Thị Kính.
224. Nhà thờ và mộ Nguyễn Bặc 		ở	Đại Hoàng. Di tích lịch sử Quốc gia Nhà thờ họ Nguyễn Việt Nam. Nơi thờ thái thủy tổ Nguyễn Bặc, được xem là thủy tổ của họ Nguyễn chính tông ở Việt Nam.
225. Nhà thờ Đinh Huy Đạo 		ở	Gia Phong.	Nhà thờ Đinh Huy Đạo, một danh tướng thời Tây Sơn đối với cuộc chiến chống quân Thanh. Ông còn để lại cho đời nhiều bài văn, tác phẩm văn học có giá trị.
226. Khu vực núi Kiếm Lĩnh 		ở	Đại Hoàng. 	Núi Cắm Gươm liên quan đến truyền thuyết chú của Đinh Bộ Lĩnh là Đinh Thúc Dự cắm kiếm xuống đất để lậy khi thấy Rồng vàng đưa cháu mình qua sông Hoàng Long.
227. Chiến khu Quỳnh Lưu	ở	Quỳnh Lưu.	Chiến khu Quỳnh Lưu trải rộng trên 7 xã, là căn cứ cách mạng thời ký kháng chiến chống Pháp và Nhật đồng thời được xem là quê hương cách mạng của Ninh Bình.
228. Dốc Giang 		ở	Phú Long. 	Dốc Giang là di tích cách mạng nằm trên đường Quốc lộ 45 từ Rịa đi Sòng Cạn. Chiến thắng Dốc Giang năm 1953 đã tiêu diệt và bắt sống gần 200 tên Pháp.
229. Thung Lóng 		ở	Phú Long. 	Tháng 6/1945 Thung Lóng được Xứ ủy Bắc Kỳ chọn làm điểm tổ chức nhiều cuộc họp bàn quan trọng và mở lớp huấn luyện cho các cán bộ và nhân dân địa phương.
230. Khu Trũng, Đồng Báng 		ở	Tây Hoa Lư. 	Khu Trũng, Đồng Báng thuộc xã Sơn Lai, là điểm di tích cách mạng thuộc khu căn cứ cách mạng Quỳnh Lưu, tỉnh Ninh Bình.
231. Đền Sầy 		ở	Thanh Sơn.	Đền Sầy thờ Ngọc Quang Công Chúa tên húy là Vương Thị Tiên, một trong những nữ tướng thời Hai Bà Trưng.
232. Đình Mỹ Hạ 		ở	Gia Tường.	Đình Mỹ Hạ là di tích lịch sử văn hóa trên quê hương của Thái hậu Dương Vân Nga và quê ngoại Vua Đinh Tiên Hoàng. Đình thờ Vua Đinh và Thái hậu Dương Vân Nga.
233. Đình Ác 		ở	Thanh Sơn.	Đình làng Ác thờ Thủy Tinh Công chúa. Đình được xây dựng từ thời vua Trần. Lúc đầu đình được gọi là Hồng Kiều, sau gọi là đền Cầu Vồng, nay gọi là đình Làng Ác.
234. Phòng tuyến Tam Điệp	ở	Trung Sơn.	Là Phòng tuyến kháng chiến thời Tây Sơn, nơi Vua Quang Trung tập hợp quân trước khi tiến ra Thăng Long làm lên chiến thắng Ngọc Hồi - Đống Đa.
235. Đền Năn 		ở	Yên Thắng.	Ngôi đền cổ này thờ 5 vị thần thời Hùng Vương thứ 6 trấn thủ vùng Nam Lĩnh là: Chàng Hoàng, Quý Nương, Chàng Cả, Chàng Hai, Chàng Ba.
236. Đền Bình Hải 		ở	Yên Từ.	Thờ Linh Công - Vị tướng thời Hùng Vương được phong Đại Hải Long Hầu hiển hách Đại Vương Thượng Đẳng Thần.
237. Nhà thờ Vũ Phạm Khải, đền họ Vũ 		ở	Yên Mạc - Yên Mô.	Thờ vị quan dưới 3 triều Minh Mệnh, Thiệu Trị, Tự Đức, tích cực nhất trong phái chủ chiến chống Pháp. Ông còn là một nhà thơ nổi tiếng đương thời.
238. Đền thờ Ninh Tốn 		ở	 Yên Mạc.	Thờ danh nhân văn hóa Ninh Tốn, một nhà thơ, nhà viết Sử, nhà biên soạn luật, nhà chính trị và nhà quân sự
239. Đền, chùa Khương Dụ 		ở	Yên Từ.	Đền, chùa Khương Dụ là cụm công trình di tích có giá trị kiến trúc và nghệ thuật
240. Đền Quảng Phúc 		ở	Yên Từ.	Thờ tam vị Ngọ Đại Vương – 3 vị tướng thời Hùng Vương thứ 18, có công dẹp cướp biển ở cửa biển Thần Phù, dẹp cướp rừng ở vùng núi Tam Điệp.
241. Đền La 		ở	Đồng Thái.	Đền Hậu Trần nằm trên vị trí kinh đô Mô Đô xưa, nay thuộc thôn La nên còn được gọi là đền La, nơi đây nhà Hậu Trần ra đời dưới sự bảo trợ của danh tướng quê hương Yên Mô là Trần Triệu Cơ.
242. Chùa Tháp 		ở	xã Yên Mô	.	Chùa Tháp là nơi có xá lỵ của tướng quân Đinh Điền thời Đinh cùng ngôi đền thờ ông và phu nhân cùng Kiều Mộc thiền sư Lương Tuấn - người theo giúp Đinh Điền.
243. Đình Phù Sa 		ở	xã Yên Mạc.	Đình Phù Sa nằm trong khu vực cửa biển Thần Phù, Đình là nơi thờ Triệu Việt Vương, người đã mất tại khu vực cửa biển Đại Ác này.
244. Đền Trung Lận Khê 		ở	phường Yên Thắng.	Đền Trung Lận Khê là công trình di tích có giá trị kiến trúc, nghệ thuật
245. Đền thờ Thái phó Lê Niệm 		ở	xã Yên Mạc .	Lê Niệm cháu của Lê Lai, làm quan đời Lê Thái Tông. Khi đóng quân ở làng Thiên trì, ông đã chỉ huy đắp đê Hồng Đức và được cấp 200 mấu ruộng ở làng Thiên Trì.
246. Nhà thờ và mộ Vũ Duy Thanh 		ở	xã Yên Khánh.	Nơi thờ Trạng Bồng Vũ Duy Thanh trên quê hương. Vũ Duy Thanh là vị thủ khoa thời Nguyễn tương đương Trạng nguyên xưa, ông được người dân tôn vinh là Trạng Bồng.
247. Đền Văn Giáp 		ở	phường Đông Hoa Lư.	Thờ vị lưỡng quốc Trạng nguyên Mạc Đĩnh Chi thời nhà Trần cùng 3 vị tể tướng và 18 vị quận công, các danh nhân họ Tạ.
248. Đền Thượng, chùa Phúc Long 		ở	phường Đông Hoa Lư.	Chùa Phúc Long thờ phật và thờ Tiên thiên Thánh Mẫu, mẹ của Giác Hải thiền sư. Đền Thượng thờ tam thánh: Giác Hải, Từ Đạo Hạnh và Nguyễn Minh Không.
249. Đình thôn Đỗ 		ở	xã Khánh Nhạc.	Đình thôn Đỗ là di tích kiến trúc nghệ thuật tiêu biểu. Đình thôn Đỗ thờ Tề Hải Long Vương và các vị thành lập làng.
250. Đền chùa thôn Năm 		ở	xã Khánh Thiện.	Đền chùa thôn Năm là cụm di tích kiến trúc nghệ thuật tiêu biểu. Đền thôn Năm thờ Tản Viên Sơn Thánh.
251. Chùa Dầu	ở	phường Đông Hoa Lư.	Chùa Dầu có từ thời Lý Thái Tông nhưng hiện có nhiều dấu tích của triều đại nhà Trần khi các Vua đời đầu đã về xây dựng hành cũng Vũ Lâm.
252. Đền Kiến Ốc 		ở	xã Khánh Trung.	Thờ Phạm Tử Nghi là tướng thời nhà Mạc, ông còn được thờ ở Đền Hải Đức trên bờ đê sông Đáy thuộc xã Khánh Thiện, huyện Yên Khánh, tỉnh Ninh Bình.
253. Đền Tiên Viên, chùa Kim Rong 		ở	xã Khánh Thiện.	Thờ Phùng Kim và Triệu Việt Vương - những danh nhân lịch sử từ thế kỷ V. Đây là một trong những di tích lịch sử văn hóa cổ nhất ở Ninh Bình.
254. Chùa Phúc Nhạc 		ở	xã Khánh Nhạc.	Chùa “Già Lê Tự” hơn 400 năm tuổi còn là bản doanh của Nguyễn Công Trứ khi chiêu mộ nhân dân quanh vùng, khẩn hoang lấn biển thành lập huyện Kim Sơn năm 1829.
255. Đền Tam Thánh, chùa Yên Lữ 		ở	phường Đông Hoa Lư.	Đền Tam Thánh thờ Đinh Điền, Kiều Mộc thiền sư Lương Tuấn và Thượng Trân Trưởng công chúa là những danh nhân thời Đinh. Chùa Yên Lữ được xây dựng từ năm 1019.
256. Đền thờ Nguyễn Công Trứ 		ở	xã Quang Thiện.	Đền thờ Nguyễn Công Trứ nằm tại trung tâm vùng đất Kim Sơn xưa, nơi ông chiêu dân khai khẩn bãi hoang ven biển để lập ra huyện này từ năm 1829
257. Nhà thờ đá Phát Diệm	ở	xã Phát Diệm.	Quần thể kiến trúc nhà thờ Phát Diệm với những công trình kiến trúc độc đáo, là trung tâm của giáo phận, nơi được mệnh danh là kinh đô công giáo của Việt Nam.
258. Đình Thượng Kiệm 		ở	xã Phát Diệm.	Đình Thượng Kiệm là nơi thờ Triệu Việt Vương. Đình nằm gần kiến trúc nhà thờ Phát Diệm.
259. Đền Chất Thành 		ở	xã Chất Bình.	Đền Chất Thành là di tích lịch sử văn hóa quốc gia. Đền thờ Triệu Việt Vương trên vị trí gần cửa biển Đại Ác khi xưa ông đã mất.
260. Miếu, chùa Lạc Thiện 		ở	xã Quang Thiện.	Miếu, chùa Lạc Thiện là cụm di tích kiến trúc nghệ thuật có giá trị tiêu biểu
261. Đền Như Độ 		ở	xã Quang Thiện.	Thờ quan Thái bảo Trần Nguyên Hãng là hậu duệ nhà Trần, có công đánh giặc Nguyên Mông, thờ cụ Doãn Dư cùng các vị có công khai hoang lấn biển lập nên Ấp Như Độ.